# Ragged Glory
Ragged Glory – album Neila Younga z grupą Crazy Horse, nagrany prawdopodobnie w 1990 r. i wydany przez firmę nagraniową Reprise 11 października 1990 r.

## Historia i charakter albumu
Albumem tym Young powrócił do stylu, który zaprezentował na początku swojej kariery na takich albumach jak Everybody Knows This Is Nowhere i Zuma. Album trwa ponad 60 minut i składa się tylko z 10 utworów.
Brzmienie albumu jest mocno gitarowe, z wybijającą się na pierwszy plan gitarą samego Younga, często o bardzo zniekształconym dźwięku.
Utwór "Farmer John" pochodził z lat 60. XX wieku. Został skomponowany przez duet Don & Dewey i był wykonywany przez kilku artystów.
"Days That Used to Be" – jak stwierdził sam Young w wywiadzie dla Toronto Star w 2003 r. – powstał z inspiracji utworem Boba Dylana "My Back Pages".

## Muzycy
Neil Young & Crazy Horse
- Neil Young – gitara, wokal
- Frank Sampedro – gitara, wokal
- Billy Talbot – gitara basowa, wokal
- Ralph Molina – perkusja, wokal

## Spis utworów
| 1.  | Country Home                            | 7:04    |
|     |                                         |         |
| 2.  | White Line                              | 2:59    |
|     |                                         |         |
| 3.  | F*!#in' up                              | 5:53    |
|     |                                         |         |
| 4.  | Over and Over                           | 8:27    |
|     |                                         |         |
| 5.  | Love to Burn                            | 10:03   |
|     |                                         |         |
| 6.  | Farmer John (Don Harris/Dewey Terry)[3] | 4:12    |
|     |                                         |         |
| 7.  | Mansion on the Hill                     | 4:46    |
|     |                                         |         |
| 8.  | Days That Used to Be                    | 3:50    |
|     |                                         |         |
| 9.  | Love and Only Love                      | 10:18   |
|     |                                         |         |
| 10. | Mother Earth (Natural Anthem)           | 5:11    |
|     |                                         |         |
|     |                                         | 1:02:43 |
|     |                                         |         |

## Opis płyty
- Producent – Neil Young, David Briggs
- Asystenci produkcji – Crazy Horse
- Nagranie i inżynier dźwięku – John Hanlon; Niko Bolas (tylko "Mother Earth")
- Studio – The Record Plant Truck, Los Angeles, Kalifornia; Hoosier Dome (tylko "Mother Earth" – nagranie koncertowe)
- Inżynierowie studia – Gary Long, Pat Stoltz, Andrew Vastola, Buzz Burrowes
- Miksowanie – David Briggs, John Hanlon, Neil Young
- Data nagrania – nieznana (1990?)
- Kierownictwo – Elliot Roberts
- Cyfrowy inżynier – Tim Mulligan
- Drudzy inżynierowie – John Nowland w Redwood Digital, Woodside, Kalifornia; Chris Kupper i Chuck Johnson w Indigo Studios, Malibu, Kalifornia
- Przeniesienie z analogowego zapisu na cyfrowy – Dave Collins
- Studio – A & M Studios
- Długość – 61 min. 23 sek.
- Projekt – Janet Levinson
- Fotografie – Larry Cragg
- Gitary – Larry Cragg
- Firma nagraniowa – Reprise
- Numer katalogowy – 9 26315-2

## Listy przebojów

### Album
| Rok  | Lista         | Pozycja |
| ---- | ------------- | ------- |
| 1990 | Billboard 200 | 31      |

### Single
| Rok  | Singel                | Lista                             | Pozycja |
| ---- | --------------------- | --------------------------------- | ------- |
| 1990 | "Mansion on the Hill" | Billboard. Mainstream Rock Tracks | 3       |

| Rok  | Singel          | Lista                             | Pozycja |
| ---- | --------------- | --------------------------------- | ------- |
| 1990 | "Over and Over" | Billboard. Mainstream Rock Tracks | 33      |